# Olympische Sommerspiele 1964/Teilnehmer (Äthiopien)
| Gelbes Symbol für Goldmedaillen mit stilisierten Olympischen Ringen | Graues Symbol für Silbermedaillen mit stilisierten Olympischen Ringen | Braundes Symbol für Bronzemedaillen mit stilisierten Olympischen Ringen |
| ------------------------------------------------------------------- | --------------------------------------------------------------------- | ----------------------------------------------------------------------- |
| 1                                                                   | —                                                                     | —                                                                       |

Äthiopien nahm an den Olympischen Sommerspielen 1964 in Tokio mit einer Delegation von zwölf männlichen Sportlern in elf Wettkämpfen in drei Sportarten teil. Abebe Bikila gewann die einzige Medaille für Äthiopien, als er Olympiasieger im Marathonlauf wurde.

## Teilnehmer nach Sportarten

### Boxen
- Abebe Mekonnen
Leichtgewicht: in der 1. Runde ausgeschieden

- Tadesse Gebregiorgis
Halbweltergewicht: in der 1. Runde ausgeschieden

- Bekele Alemu
Halbmittelgewicht: in der 1. Runde ausgeschieden

### Leichtathletik
Männer
- Tegegne Bezabeh
200 m: Vorläufe
400 m: Halbfinale

- Mamo Sebsibe
800 m: Vorläufe
1500 m: Vorläufe

- Mamo Wolde
10.000 m: 4. Platz
Marathon: Rennen nicht beendet

- Abebe Bikila
Marathon: Gold

- Demissie Wolde
Marathon: 10. Platz

### Radsport
- Mikael Saglimbeni
Straßenrennen: 79. Platz
Mannschaftszeitfahren: 26. Platz

- Fisihasion Ghebreyesus
Straßenrennen: Rennen nicht beendet
Mannschaftszeitfahren: 26. Platz

- Suleman Ambaye
Straßenrennen: Rennen nicht beendet
Mannschaftszeitfahren: 26. Platz

- Yemane Negassi
Straßenrennen: Rennen nicht beendet
Mannschaftszeitfahren: 26. Platz